# Интима

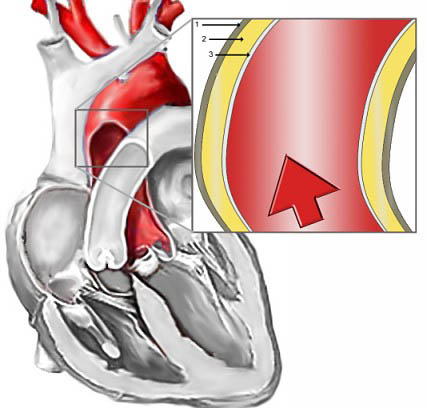
Строение аорты: 1. эластическая мембрана (внешняя оболочка или Tunica externa, 2. мышечная оболочка (Tunica media), 3. внутренняя оболочка (Tunica intima)

И́нтимой сосу́да (лат. tunica intima) называется  внутренний слой артерии или вены, находящийся под внешней оболочкой (эластической мембраной) и мышечной оболочкой.
Он состоит из одного слоя клеток эндотелия и соединительнотканной эластичной прослойки — субэндотелия. Эндотелиальные клетки находятся в непосредственном контакте с током крови.

## Гистология
Интима является относительно хрупкой, тонкой, прозрачной и бесцветной структурой, которая при жизни является упругой, а после смерти обычно гофрированной.
Клетки эндотелия имеют многоугольную, овальную или веретенообразную форму с круглыми или овальными ядрами. Их можно увидеть наиболее отчётливо путём окрашивания нитратом серебра.
Субэндотелиальный слой состоит из тонкой соединительной ткани с разветвлёнными клетками.
В артериях диаметром менее 2 мм субэндотелиальный слой состоит из одного слоя звёздчатых клеток. А соединительная ткань имеется в значительной степени только в сосудах большого размера.

## Функции
Поверхность здорового эндотелия обладает антитромбогенными и антиадгезивными свойствами. Этот клеточный слой функционирует как полупроницаемая мембрана, синтезируя и секретируя ряд регуляторных соединений, обеспечивающих нормальное состояние других сосудистых тканей.